# Почтовый (Кашарский район)
Почтовый — хутор в Кашарском районе Ростовской области.
Входит в состав Поповского сельского поселения.

## География
На хуторе имеется одна улица: Лесная.

## Население
| 2010 |
| ---- |
| 54   |